# Paramahamsa

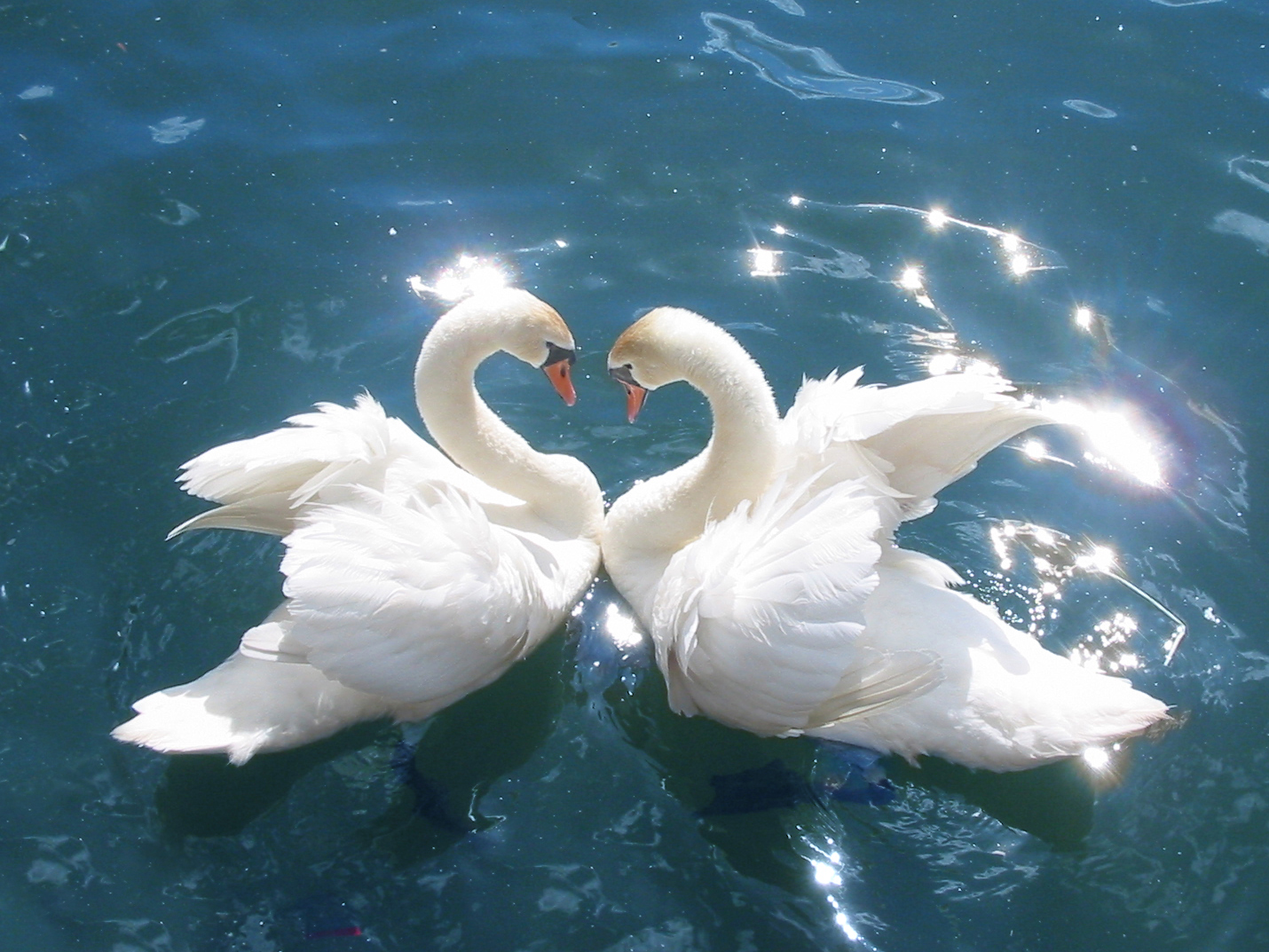
O cisne é o símbolo da pureza e da transcendência no Vedanta.

Paramahamsa (परमहंस), também escrito paramahansa ou paramhansa, é um titulo de honra em sânscrito de cariz religioso-teológico e aplicado aos mestres espirituais hindus de elevado estatuto que são considerados como tendo atingido (realizado) a iluminação. O titulo pode ser traduzido como o "supremo cisne" e é baseado na característica de os cisnes estarem igualmente confortáveis tanto na terra como na água. Similarmente, o verdadeiro sábio esta igualmente em casa tanto nos reinos da matéria e do espírito. O cisne é também, de acordo com a lenda Indiana, capaz de separar o leite da água. Portanto, o cisne simboliza a capacidade de um mestre auto-realizado de separar a verdade da ilusão insubstancial.

## Etimologia
Paramahamsa é um palavra Sânscrita traduzida como o "Cisne Supremo". A palavra é composta do sânscrito  परम "parama" significando supremo ou transcendente, e de "hamsa" que significa cisne em sânscrito. O prefixo parama é do mesmo elemento visto no título de Parameshwara. Eruditos Ingleses traduzem eufemisticamente "hamsa" como cisne (swan), porque na tradição inglesa um ganso (goose), uma ave domesticada, tradicionalmente denota irresponsabilidade e tolice. Mas na tradição Hindu os gansos selvagens é notado por suas características disciplinares de, vigor, graça, e beleza. Isto é especificamente verdadeiro pelo Anser indicus, a qual sua rota migratória vai da Ásia Central até à Índia e vice-versa, forçando-o a voar sobre os Himalaias duas vezes ao ano. Feito que o torna apto a voar mais alto do que qualquer pássaro conhecido. E é por isso que Deus é também indicado como o "Paramahamsa". "Hamsa" pode ser um trocadilho religioso ou alegórico com um significado filosófico. Uma etimologia tal sugere que as palavras "aham" e 'sa' estão unidos para se tornar "hamsa". Aham é 'eu' e 'sa' é 'ele' significado 'Eu sou Ele'. Aqui 'Eu' se refere ao jivatma - a alma vivente e 'Ele' a alma suprema. Isso faz parte da filosofia Advaita que indica uma conexão da jivatama (alma vivente) e Paramatma (a alma suprema). A palavra 'Aham' é comum para muitas religiões. De 'aham', 'ahamkara' - o 'ego' é derivado. As grafias alternativas são devido à romanização diferentes da palavra em sânscrito.

## Mitologia
O hamsa é o vahana, o suporte ou veículo, da divindade Brahma. Nos Vedas e nos Purânas é um símbolo para a alma. O hamsa é dito ser a única criatura que é capaz de separar o leite da água depois de terem sido misturados entre si; simbolicamente esta é a representação da discriminação espiritual. É simbolicamente um ser espiritualmente desenvolvido que é capaz de controlar a energia da respiração de tal forma que ele só absorve as vibrações puras de todas as energias diferentes que mundo contém. Para o Paramahamsa (o supremo cisne celestial), por outro lado, toda a criação é o próprio Deus, não há mais nada senão só Deus. Esta pessoa é uma alma plenamente realizada, totalmente liberada de todos os laços com o mundo, que não conhece obrigações, nem desejos ou aversões. Ele é isento de qualquer necessidade, porque ele é completamente imerso em Deus.

## Teologia
Paramahamsa é um título religioso/teológico, é aplicado a uma classe de adeptos renunciantes Hindus, mestres liberados, que tendo atingido o supremo estado de yoga, ou nirvikalpa, samadhi, pode sempre distinguir entre o real (sa) do irreal (ham). 
O mantra hamsa indica o som feito pela exalação ("ha") e inalação ("sa") da respiração.

## Uso privilegiado
O título não pode ser assumido por si mesmo, mas deve ser conferido por uma autoridade reconhecida, ou outro swami que é estimado como ser iluminado, ou por uma comissão de líderes espirituais

## Outros significados
Paramahaṃsa é também o título de um dos Upanixades.